# Kristen Bell

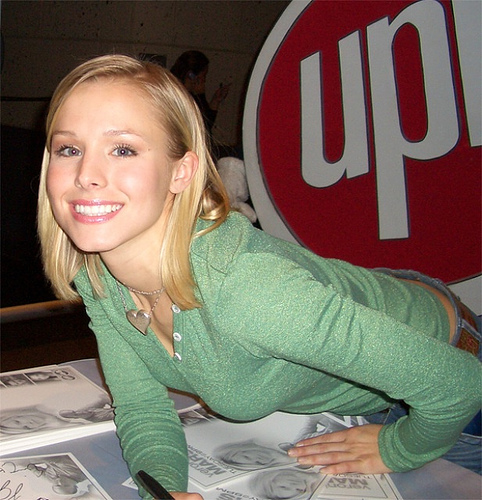
Kristen Bell skriver autografer, 2006.

Kristen Anne Bell, född 18 juli 1980 i Huntington Woods utanför Detroit, Michigan, är en amerikansk skådespelare, sångerska och regissör.
Kristen Bells första framträdande i en film var Polish Wedding. Bell uppträdde innan dess på scen i en musikal. År 2001 gjorde hon sin debut på Broadway som Becky Thatcher i The Adventures of Tom Sawyer. Efter att ha flyttat till Los Angeles gjorde Bell bland annat gästframträdande i TV-serien The Shield samt en liten roll i en film, för att sedan få huvudrollen i Veronica Mars. I denna serie medverkade hon mellan september 2004 och maj 2007. Under tiden hon medverkade i Veronica Mars, spelade hon Mary Lane i filmen Reefer Madness: The Movie Musical. Hon fick även en huvudroll i filmen Pulse (2006). År 2007 fick hon en roll i NBC-serien Heroes där hon spelade den elektrifierande karaktären Elle Bishop. Samma år blev hon berättarrösten i The CW-serien Gossip Girl, samt en huvudroll i filmen Dumpad. Hon gör också en roll (Nikki) i musikalfilmen Burlesque (2010).

## Biografi

### Uppväxt
Kristen Bell växte upp i Huntington Woods i Michigan, en förort till Detroit. Hon är dotter till Tom Bell, en TV-nyhetsregissör, och Lorelei "Lori" Bell, sjuksköterska. Bells föräldrar skilde sig när hon var två år gammal och hon har två halvsystrar från faderns andra äktenskap. Även modern gifte om sig och fick fyra barn i detta äktenskap, så Bell har sammanlagt sex syskon. Sedan födseln lider Kristen Bell av amblyopi på det högra ögat.
Kristen Bell började på Burton Elementary school i Huntington Woods, där hon studerade bland annat sång och dans. Precis före första året på high school beslöt Bells föräldrar att hon inte skulle gå på en kommunal skola utan bestämde att hon skulle studera vid Shrine Catholic High School nära Royal Oak, där hon var med i drama- och sånggrupper. Under sin skoltid fick hon en ledande roll i skolans uppsättning av Trollkarlen från Oz (1997). Hon medverkade även i musikalen Spelman på taket (1995), Lady Be Good (1996), och Li'l Abner (1998). 1998, samma år som hon tog studenten, blev hon framröstad av eleverna till "Best Looking Girl" som skrevs in i skolans årsbok.
Strax efter att hon tog studenten flyttade Bell till New York för att börja på Tisch School of the Arts vid New York University. År 2001, under hennes sista år på New York University, lämnade Bell skolan för att få en roll i Broadwaymusikalen, The Adventures of Tom Sawyer.

### I början av karriären 1992–2003
1992 gick Bell på sin första audition och fick rollen som "banan" och "träd" i en teateruppsättning av Raggedy Ann and Andy. Hennes mor såg till att hon fick en agent när hon var 13 år gammal, vilket gjorde att hon fick medverka i tidningsannonser samt reklamfilmer i Detroitområdet. Bell började även gå på privatlektioner. 1998 fick hon en liten roll i den lokala filmen, Polish Wedding.
2001 lämnade Bell New York University för att ta sig an rollen som Becky Thatcher i den kortlivade musikalen The Adventures of Tom Sawyer. Samma år gjorde hon sin filmdebut i Pootie Tang. Dock var hennes enda replik bortklippt, och hon syns bara på bild ett kort tag när eftertexterna rullar. Efter det provspelade Bell för rollen som Chloe Sullivan i TV-serien Smallville, en roll som hon inte fick utan gick till Allison Mack.
Under 2002 syntes Bell på Broadway i The Crucible med Liam Neeson, Angela Bettis och Laura Linney. Efter detta flyttade Bell till Los Angeles på grund av sin vänskap med manusförfattarna Kevin Murphy och Dan Studney, vilket ledde till att hon fick en hel del gästroller i TV-serier.

### Genombrott 2004–2006

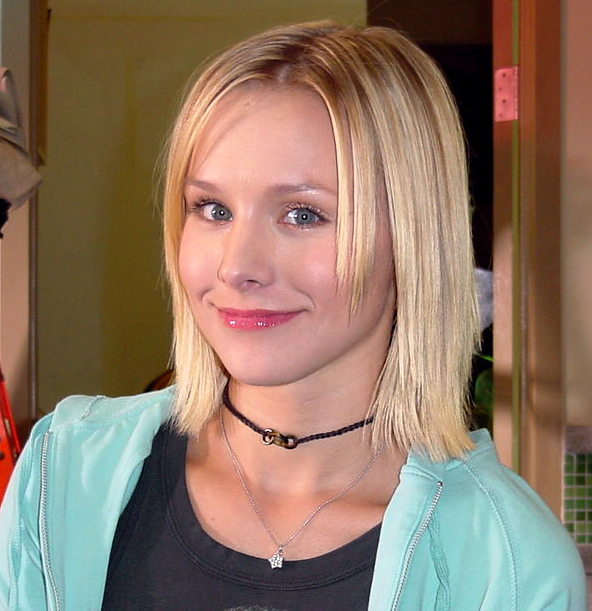
Kristen Bell som Veronica Mars 2007.

Under 2004 medverkade Bell i Lifetime-serien Gracie's Choice, vilket var kanalens mest sedda program. Hon gjorde sin debut i filmen Spartan som Laura Newton, en kidnappad dotter till en högt uppsatt man inom den amerikanska regeringen. I filmen medverkar även Val Kilmer. Bell fick även en gästroll i HBO-serien Deadwood, där hon medverkade i de två avsnitten "Bullock Returns to the Camp" och "Suffer the Little Children".
Efter det fick hon titelrollen i UPN-serien Veronica Mars. Det var i denna serie som hon fick sitt stora genombrott. I Veronica Mars spelar Bell den 17-åriga detektiven Veronica, som tillsammans med sin far Keith (Enrico Colantoni) löser olika brott. I serien medverkar även bland andra Jason Dohring, Percy Daggs III och Ryan Hansen. Veronica Mars har beskrivits som en blandning mellan Buffy (i Buffy och vampyrerna) och Bogart.[källa behövs] Serien och Bell fick goda recensioner av TV-kritiker.
Den 18 september 2005 uppträdde Kristen med ledmotivet till Fame vid Emmygalan. Samma år var Kristen Bell, tillsammans med de andra skådespelarna i Veronica Mars, nominerade till två priser vid Teen Choice Awards, "Choice Breakout Actress" och "Choice Breakout TV Show".
2006 vann Bell Saturn Award för "Best Actress on Television"  för sin roll som Veronica. Samtidigt var serien nominerad till "Best Network Television Show". Förutom sitt arbete kring Veronica Mars medverkade Bell i filmen Fiffty Pills som Gracie. Filmen visades på Tribeca Film Festival. Hon medverkade även en i en kort independentfilm kallad The Receipt och i en skräckfilm kallad Roman. Den 11 augusti 2006 hade filmen Pulse premiär, där Bell spelar huvudrollen Mattie. Pulse spelade in $27,9 miljoner världen över. Filmen fick dock dålig kritik från olika filmkritiker, exempelvis skrev Frank Scheck från The Hollywood Reporter: "despite the starring presence of Kristen Bell, [the] young actress has far less interesting material to work with here than she does as [the character] 'Veronica Mars.'"

### 2007 och framtida projekt
Under 2007 bytte Veronica Mars kanal från UPN till The CW, på grund av att kanalen gick samman med WB. 2007 skulle dock visa sig bli den sista säsongen av succéserien. Serien lades ner den 11 juni 2007, efter tre säsonger.
Efter Veronica Mars gjorde Kristen Bell en mängd inhopp i Heroes som Elle. Hon hade sedan tidigare många vänner i ensemblen på Heroes, bland annat är en av hennes bästa vänner Zachary Quinto som spelar Sylar.
Under början av 2007 lånade Bell ut sin röst till spelet Assassin's Creed.
Bell är även från och med hösten 2007, berättarrösten i CW:s stora satsning Gossip Girl. En serie där bland andra Leighton Meester, Blake Lively och Ed Westwick medverkar. Strax efter nedläggningen av Veronica Mars, började Bell inspelningen av Dumpad på Hawaii. Filmen är skriven av Jason Segel. I filmen syns förutom Bell och Segel även bland andra Mila Kunis och Russell Brand.
Under våren 2006 hade Bell avslutat Star Wars-komedin Fanboys. Premiärdatum förflyttades dock fram till 14 januari 2008.
Bell medverkade i den animerade filmen Sheepish, där hon är rösten bakom karaktären Marybelle.
2009 medverkade Bell i komedin Serious Moonlight, tillsammans med bland annat Meg Ryan.
Den 31 mars 2008 började Bell filma igen, denna gång i Disneyfilmen When in Rome, som spelades in i Rom och New York. Den 15 oktober 2008 meddelade TV Guide att hon hade signerat ett kontrakt att medverka i Trubbel i paradiset, i filmen medverkar även Jason Bateman som spelade hennes make.
Bell har sagt att i framtiden kommer hon att återvända till teaterscenen för att uppträda där igen.

## Privatliv

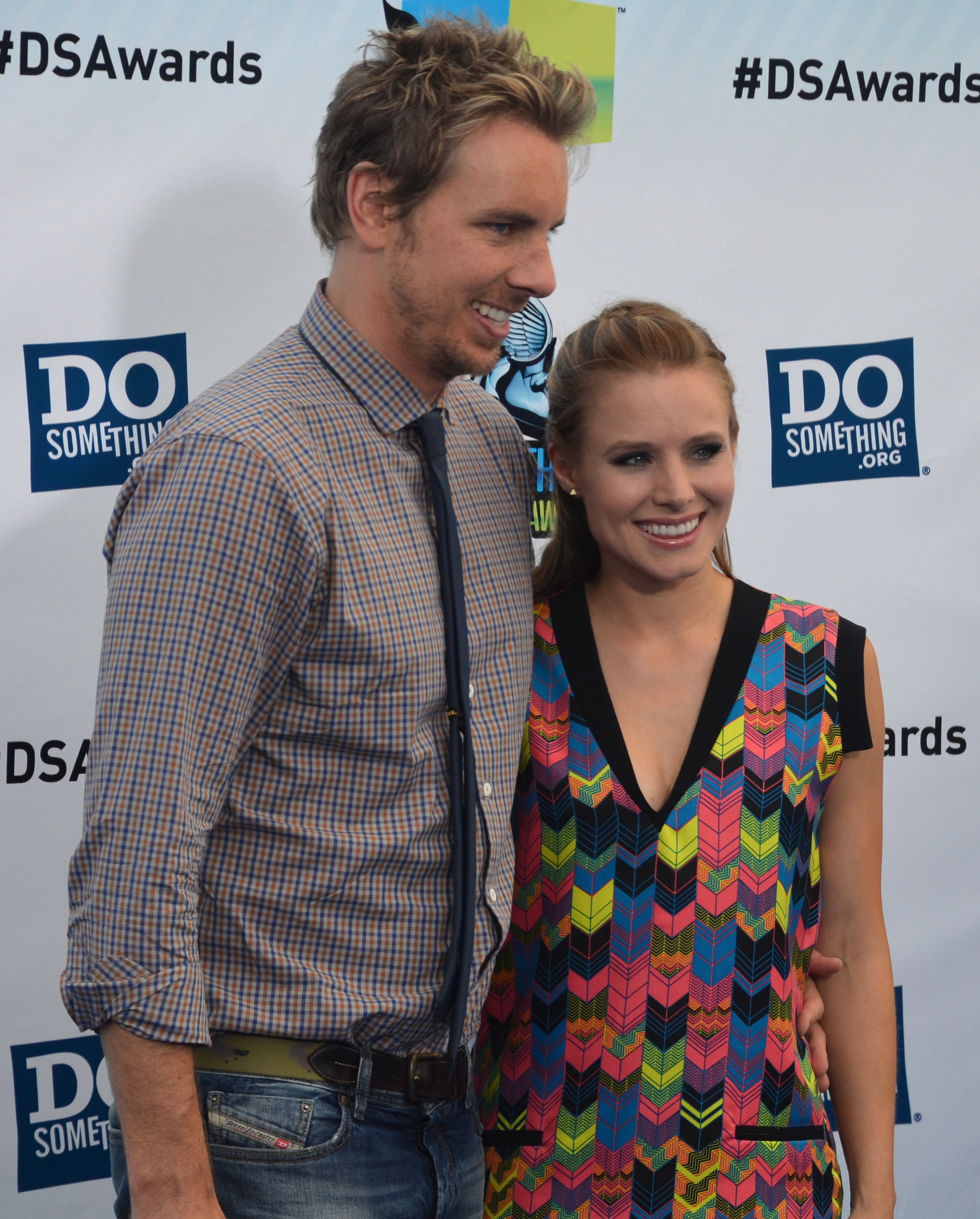
Kristen Bell med maken Dax Shepard 2012.

Mellan 2002 och 2007 hade Kristen Bell en relation med filmproducenten Kevin Mann. 2007 inledde hon ett förhållande med skådespelaren Dax Shepard, paret förlovade sig 2010 och gifte sig i oktober 2013. I mars 2013 föddes deras första barn, en dotter, och i december 2014 fick de ytterligare en dotter.

## Filmografi i urval
| År        | Titel                        | Info                            |
| --------- | ---------------------------- | ------------------------------- |
| 1998      | Polish Wedding               | Ej krediterad                   |
| 2001      | Pootie Tang                  |                                 |
| 2004      | Spratan                      |                                 |
| 2004–2019 | Veronica Mars                | TV-serie, 72 avsnitt            |
| 2005      | Deepwater                    |                                 |
| 2006      | Fifty Pills                  |                                 |
| 2006      | Pulse                        |                                 |
| 2006      | Roman                        |                                 |
| 2007–2008 | Heroes                       | TV-serie, 12 avsnitt            |
| 2007–2012 | Gossip Girl                  | TV-serie, Röst, 121 avsnitt     |
| 2008      | Dumpad                       |                                 |
| 2009      | Trubbel i paradiset          |                                 |
| 2009      | Fanboys                      |                                 |
| 2009      | Astro Boy                    | Röst                            |
| 2009      | Serious Moonlight            |                                 |
| 2010      | Get Him to the Greek         |                                 |
| 2010      | Burlesque                    |                                 |
| 2010      | When in Rome                 |                                 |
| 2010      | You Again                    |                                 |
| 2011      | Scream 4                     |                                 |
| 2012      | Safety Not Guaranteed        |                                 |
| 2012      | Stuck in Love                |                                 |
| 2012      | Hit & Run                    |                                 |
| 2012      | Big Miracle                  |                                 |
| 2012–2016 | House of Lies                | TV-serie, 58 avsnitt            |
| 2013      | Frost                        | Prinsessan Anna, röst           |
| 2013      | Movie 43                     | Delen "Super Hero Speed Dating" |
| 2013      | The Lifeguard                |                                 |
| 2013      | Some Girl(s)                 |                                 |
| 2013–2014 | Parks and Recreation         | TV-serie, tre avsnitt           |
| 2014      | Veronica Mars                |                                 |
| 2016      | Zootropolis                  | Priscilla, röst                 |
| 2016      | Bad Moms                     |                                 |
| 2016      | The Boss                     |                                 |
| 2016–2020 | The Good Place               | TV-serie                        |
| 2017      | CHIPS                        |                                 |
| 2017      | How to Be an Latin Lover     |                                 |
| 2018      | Röjar-Ralf kraschar internet | Prinsessan Anna, röst           |
| 2019      | Frost 2                      | Prinsessan Anna, röst           |
| 2020      | Central Park                 | Molly Tillerman                 |